# مون تاي-يونج
مون تاي-يونج (الكورية: 문태종) (بالإنجليزية: Moon Tae-jong) مواليد 01 ديسمبر 1975، هو لاعب كرة سلة كوري جنوبي من أصل أمريكي يلعب في الدوري الكوري لكرة السلة ويحمل الرقم 4. يبلغ طوله 6 قدم 6.75 بوصة (2.0 م).

## فرق لعب لها
- ستراسبورغ أي جي
- شوليه باسكت
- لوكوموتيف كوبان

## الميداليات
| الميدالية | المسابقة                       |
| --------- | ------------------------------ |
| برونزية   | بطولة أمم آسيا لكرة السلة 2011 |

## روابط خارجية
- مون تاي-يونج على موقع الاتحاد الدولي لكرة السلة (الإنجليزية)
- مون تاي-يونج على موقع الدوري الأوروبي لكرة السلة (الإنجليزية)
- مون تاي-يونج على موقع الدوري الإسباني لكرة السلة (الإسبانية)
- مون تاي-يونج على موقع كرة السلة الأوروبية.كوم (الإنجليزية)
- مون تاي-يونج على موقع DraftExpress.com (الإنجليزية)
- مون تاي-يونج على موقع كلية كرة السلة في سبورتس رفرنس.كوم (الإنجليزية)
- مون تاي-يونج على موقع ريلجم (الإنجليزية)
- مون تاي-يونج على موقع بروبوليرز (الإنجليزية)
- مون تاي-يونج على موقع سبورتس رفرنس (الإنجليزية)